# Lea Sirk
Pour les articles homonymes, voir Sirk.
Lea Sirk est une chanteuse slovène née le 1er septembre 1989 à Koper en Slovénie. Elle a représenté la Slovénie au Concours Eurovision de la chanson 2018 à Lisbonne au Portugal avec la chanson Hvala, ne! (« Non merci! » en slovène),. Avant cela, elle avait déjà participé à l'Eurovision, en tant que choriste de Tinkara Kovač, représentante slovène en 2014. Elle avait auparavant essayé de représenter la Slovénie à trois reprises, en 2009, en 2010 et en 2017.

## Discographie

### Albums
- 2014: Roža
- 2018: 2018

### Singles
- 2007: Povej mi, kdaj
- 2009: Kaj bi rad
- 2009: Znamenje iz sanj
- 2010: Vampir je moj poet
- 2010: Vse je le "a"
- 2012: A bi? Ti bi!
- 2012: Song 6
- 2012: Čudovit je svet
- 2013: Ura je 8
- 2014: Tako je
- 2017: Freedom
- 2018: Hvala, ne!
- 2018: Moj profil
- 2018: Recept za Lajf (feat. Drill)
- 2019 - My Moon (feat. Tomy DeClerque)
- 2019 - 2018
- 2019 - Po svoje
- 2019 - V dvoje
- 2020 - V Krogu
- 2021 - Always You
- 2021 - Zgodba za Dva
- 2022 - Ne bom je peljal ven!